# Síky
Síky este o arie protejată (arie specială de conservare — SAC, sit de importanță comunitară — SCI) din Slovacia întinsă pe o suprafață de 32,75 ha, integral pe uscat.

## Localizare
Centrul sitului Síky este situat la coordonatele 48°13′17″N 17°53′53″E / 48.221389°N 17.898056°E.

## Înființare
Situl Síky a fost declarat sit de importanță comunitară în aprilie 2004 pentru a proteja un număr necunoscut de specii din flora spontană și fauna sălbatică aflate în arealul zonei. Situl a fost protejat și ca arie specială de conservare în martie 2004.

## Biodiversitate
Situată în ecoregiunea panonică, aria protejată conține 3 habitate naturale: Stepe și mlaștini sărate panonice, Fânețe de joasă altitudine (Alopecurus pratensis, Sanguisorba officinalis), Pășuni continentale udate de apa mării.
La baza desemnării sitului se află un număr nedeclarat de specii protejate.
Pe lângă speciile protejate, pe teritoriul sitului au mai fost identificate 5 specii de plante, 1 specie de amfibieni, 1 specie de reptile.